# Gyllbergen, Borlängesidan
Gyllbergen, Borlängesidan este o arie protejată (arie specială de conservare — SAC, sit de importanță comunitară — SCI) din Suedia întinsă pe o suprafață de 1.081,7 ha, integral pe uscat.

## Localizare
Centrul sitului Gyllbergen, Borlängesidan este situat la coordonatele 60°23′41″N 15°08′03″E / 60.3947°N 15.1342°E.

## Înființare
Situl Gyllbergen, Borlängesidan a fost declarat sit de importanță comunitară în ianuarie 1998 pentru a proteja 1 specie de plante și 1 specie de animale. Situl a fost protejat și ca arie specială de conservare în martie 2011.

## Biodiversitate
Situată în ecoregiunea boreală, aria protejată conține 7 habitate naturale: Mlaștini turboase de tranziție și turbării mișcătoare, Mlaștini împădurite, Păduri caducifoliate de mlaștină fino-scandinave, Taiga vestică, Păduri fino-scandinave bogate în ierburi cu Picea abies, Lacuri și iazuri distrofice naturale, Cursuri de apă de la nivel de câmpie la nivel montan, cu vegetație Ranunculion fluitantis și Callitricho-Batrachion.
La baza desemnării sitului se află mai multe specii protejate:
- plante (1): Buxbaumia viridis
- mamifere (1): râs eurasiatic (Lynx lynx)